# Zahlenfriedhof
Der Ausdruck Zahlenfriedhof ist eine Metapher für eine unübersichtliche Ansammlung von Zahlen, deren Zusammenhang und Bedeutung schwer oder gar nicht erkennbar ist, vor allem in Statistik und Wirtschaft.
Die Information geht entweder durch die Menge an Redundanz verloren oder ist nicht erkennbar, weil sie in der Masse der Daten untergeht. Sie bleibt daher ohne erkennbare sachbezogene Bedeutung. Der Zahlenfriedhof würde erst durch zusätzliche Kennzeichnung, z. B. durch Diagramme oder typographische Hervorhebungen, Bildlegenden zu einem erkennbaren Informationsgehalt gelangen.
Das Problem des „Informationsverlustes durch übermäßige Informationsmenge“ wurde von der Statistik bereits frühzeitig erkannt. Durch unterschiedliche Maßzahlen wie Streuungsmaße, Korrelationsmaße usw. sowie Typisierung der Verteilung von Daten (z. B. Normalverteilung, Bernoulli-Verteilung, s. Häufigkeitsverteilung) und dergleichen wird die Information drastisch reduziert. Der damit einhergehende Informationsverlust wird in Kauf genommen, da die auf der Anwendung der genannten Parameter gezogenen Schlussfolgerungen in der Regel in ihrer Validität einer Analyse sämtlicher vorliegender Daten in nichts nachsteht.
Gerade weil es solche statistischen Analysetechniken und moderne, meist EDV-gestützte Präsentationstechniken gibt, enthält der Begriff Zahlenfriedhof ein äußerst negatives Werturteil über die vorgelegte Information und die Professionalität ihres Urhebers.